# ブルーブラスター
ブルーブラスター（Blue Blaster）は2006年6月30日に工画堂スタジオ・いるかさんちーむから発売されたWindows用リアルタイムシナリオシミュレーションゲーム。2005年に発売された『ブルーフロウ』の続編。2006年12月22日にファンディスクが発売された。

## ゲームシステム
前作で不評だった点を受けて、個別キャラごとのエンディング・複数周回プレイ時のデータ繰り越しなどが改良された。
ローダーと武装はキャラクターごとに固定されており、乗り換えも後継機への変更のみで、任意に変更できる要素はオミットされている。

## ストーリー
ネクタル戦役が終結して三年、地球政府の勝利をよしとしない惑星連合軍の一部は、ゲリラ活動などで未だに抵抗を続けていた。地球政府は地球軍とは異なるという名目で平和維持軍を結成、各地に派遣していった。
平和維持軍のテストパイロット兼メカニックであるミチルは、開発されたばかりの新型パワーローダー『ブルーブラスター』を前線に移送中する輸送機の中で、コックピット内での整備を行っていたが、輸送機が敵からの襲撃を受ける。輸送機に同乗していたブルーブラスターの正規パイロットから、敵の狙いが新型機であり新型機の安全と輸送機が撃墜される可能性を減らすためにすぐにブルーブラスターで発進するように指示されたミチルは強行発艦する。
旧型機体で降下した正規パイロットのフランの誘導に従って着地地点から敵部隊をくぐり抜けたミチルは、配属先の部隊と合流する。しかし配属は書類上の不備であり、広報部隊は男子禁制だと知らされる。ミチルは平和維持軍第190広報部隊の中で「女性隊員」として仲間たちと共に任務にあたる。

## キャラクター

### 平和維持軍 第190広報部隊『シルバーフォックス』
ミチル・フェアテーゼ
声：井ノ上奈々
搭乗ローダー：ブルーブラスター → センチュリオン → ブルーブラスター190
本作の主人公。階級は曹長。書類上の不備で性別が女性と記載、新型機体ブルーブラスターのメカニック兼サブパイロットとして第190広報部対に配属されるが、広報部隊は女性しか所属できないために強制的に女装させられてしまう。前作に引き続き実装された「おさわりモード」で彼自身をおさわりするとかなり悲壮感の漂うコメントが聞ける。
襲撃により臨時にブルーブラスターに搭乗するが、ブルーブラスターの正規パイロットとなる予定だったフランが戦死。操縦系が通常機体と大きく異なる新型ということで継続して搭乗することになり、後に高い運用能力を認められて正規パイロットに正式任命される。
実は惑星連合の穏健派に作られた強化人間であり、SG-10というコードネームが割り振られている。潜入工作用に感情面は通常の人間と近く、また記憶操作されていて自らが強化人間だと気付いていない。バルバトスとブレッドの先祖の遺伝子照合が必要なリープゲートを動かすために該当する遺伝子を持って作られた生体キーで、その遺伝子がY染色体上にあるため男性として作られ、第190広報部隊に送り込むために書類の性別を改竄するという裏工作が行われた。
マキ・アルディート
声：池澤春菜
搭乗ローダー：インプレグナー → エンプリエスター
第190広報部隊の隊長で、階級は少佐。前作『ブルーフロウ』から引き続きの登場だが、キャラデザインの担当が変わったため、髪形も顔立ちもほとんど別人といってもいいほど変わっている。
いいかげんで強引な性格はあいかわらずで、こんどはエルザに頼りっきり。ミチルに女装を強制した張本人。
問題児の多い第190広報部隊の中で、その問題児の筆頭といっても差し支えはないが、隊長になった今でもクロウディアのことは変わらず慕っている。
エルザ・ロートリンゲン
声：雪野五月（現：ゆきのさつき）
搭乗ローダー：アプレイザ → アプレイザ・ネオ （ → ストーリー展開によってはフレズヴェルグ）
第190広報部隊の副隊長で、階級は大尉。マキと共にこの部隊を立ち上げた。彼女の冷静で怜悧な性格は緩みがちな部隊の雰囲気を引き締めている。
実は惑星連合の穏健派に所属。惑星連合での階級は少佐。拉致されたブレッド提督の意思を継いで動いていた。穏健派上層部からマイクロブラックホール弾を確保するように通達されたことにより、広報部隊の艦『デルフィス』に搭載されているシャトル『クラーケン』を奪ってミチルと共に離脱。
アッシュレイ・フィロソフォード
声：野川さくら
搭乗ローダー：エクスペダイト → アプレイザ・ネオ
階級は曹長。愛称はアッシュ。索敵・電子戦を担当する。唯一心を許していたフランを失ってからは、その原因となったミチルを激しく憎み、徹底的に敵視する。だが、戦闘を重ねていくうちにだんだん彼を認めていく。
パトリシア・マクギネア
声：阿部玲子
搭乗ローダー：ディリジェント （ → ストーリー展開によってはエリュトロン・アジーン）
階級は少尉。さまざまな関西弁をあわせたような妙な言葉遣いをする工兵。口八丁手八丁を絵に書いたような人物。
実は惑星連合の穏健派の強化人間。コードネームはSG-8。エルザがミチルと共に離脱した際には、デルフィスに残って時間稼ぎの工作を行った。
シルヴィア・リレティーヌ
声：力丸乃りこ
搭乗ローダー：センチュリオンHMT
階級は中尉。人当たりがよく、面倒見がいいために「お姉さま」とよく頼られる。かわいいものが好き過ぎるあまり後輩を溺愛するため、本人に自覚はないものの過去にソフィーへトラウマをあたえた。
シュディ・カナイン
声：根本知佳
搭乗ローダー：センチュリオンmk4
階級は少尉。長い軍歴を持つ軍人で、ネクタル戦役にも参加していた。ミチルの負担軽減と正規パイロットを欠く状況を打開するためにブルーブラスターの操縦訓練シミュレーションを受けるが、ブルーブラスターの操縦システムがセンチュリオンとは根本的に違うのと、そのセンチュリオンの操縦が染み付いてしまっているため、苦戦を強いられる。
シーナ・プレトリア
声：友永朱音
搭乗ローダー：ラム＝ブリンザス
階級は中尉。マイペースな上に「必要以上は働かない」と公言するほどやる気がない。酒と寝ることが何よりも好きで、よく隠れて隊長（マキ）と酒盛りをしている。
シンシン・ザッツギーダン
声：村田あゆみ
搭乗ローダー：インプレグナー
階級は伍長。底抜けに明るい拳法娘。姉であるリンリン・ザッツギーダンに加え、妹が十人以上いる。細かいことを考えるのが嫌いで、あらゆることを暴力で解決しようとする。
姉からマキの過去に関する情報を多少得ていたようであるが、十分に理解していない。
ソフィー・ルノワルド
声：落合祐里香
搭乗ローダー：センチュリオンHMT
階級は軍曹。真面目で優秀なお嬢様。極度の男嫌いで、感情や理性を飛び越えて脊髄反射で敵意を向けてしまう。過去にイジメに遭った際に教官をしていたシルヴィアに頼ったのが仇となり、かなり「可愛がられた」のが原因でトラウマを心に刻み込まれてしまっている。寝るときはギリアムというクマのぬいぐるみを抱いて寝ている。
アヤカ・エルマイラ
声：金綱良美
搭乗ローダー：センチュリオンmk4
階級は伍長。広報部隊の新人隊員で、ローダーの操縦技術に定評があるが、本人はアイドルを希望している。
ユージン・オーネスト
声：内山理絵
搭乗ローダー：ファンタズマ
階級は軍曹。もともと存在感が薄かったのだが、隠密行動の訓練を受けてさらに薄くなってしまった。隣にいても気づいてもらえないことがある。内気でボソボソと喋るが、そんな自分を変えたいと思っており、髪型を印象的なものにしている。またファンタズマのことをファンタちゃんと呼んでいる。
イリス・ラファイエット
声：森永理科
階級は中尉。平和維持軍のオペレーター兼マネージャー。
実は、過去に地球軍の非人道行為を告発しようとしたマキと裏で動きのあるエルザの二人を監視するために、地球軍から派遣されていたスパイ。
フランソワーズ・リベッタ
声：田中涼子
搭乗ローダー：センチュリオン → グングニール
階級は准尉。通称はフラン。隊内でも群を抜いた天才パイロット。ブルーブラスターの正規パイロットだったのだが、キャンプが襲撃されて出撃したミチルを整備も不十分な旧型のセンチュリオンでサポート中に、光学迷彩機能を搭載して強化人間が搭乗するステルスローダーに襲撃されて重傷を負って戦死する。
実は惑星連合の穏健派の強化人間。コードネームはSG-9。連合での階級は大尉。重傷を負った際、第190広報部隊で共に行動するのが困難と判断したエルザとパトリシアによって、戦死と偽装された上で治療設備へと送られた。以降、裏からエルザの行動をサポートしていた。不思議な感覚によってミチルとフランは、互いの存在を感じ取ることができる。
広報部隊クルー
声：幡宮かのこ
第190広報部隊の艦『デルフィス』のクルー。

### 平和維持軍
レイチェル・ジェラス
声：森永理科
階級は中佐。前作から登場しており、ネクタル戦役後は参謀本部入りになる。
小柄かつスレンダーな体型は変わらないが、広報部隊でなくなったためか前作着用していたネコミミ型ヘッドセットは付けていない。
テルル参謀
声：友永朱音
役職は参謀本部長。階級は中将。前作では「白瀬」と名乗っていた。
クロウディア・スール
前作に登場。第177広報部隊の隊長。地球軍のクロウディア計画で作られた強化人間であり、惑星ネクタル戦役で死亡したと思われていたが、惑星連合の手に渡り、寿命を迎えることなく凍結状態で保管されている。ミチルたちが生まれた研究室の中央の水槽に入れられており、ミチル、フラン、パトリシアらはクロウディアの遺伝子がベースになっている。
平和維持軍通信士
声：幡宮かのこ
平和維持軍第3司令部の女性通信士。
ネイ・コガ
地雷について解説してくれる友軍の工兵。階級は曹長。
兵士男
声：内野一
警備兵。シルヴィアのファン。

### 惑星連合 過激派
バルバトス・ツィアーク
声：岡崎雅紘
階級は大将。過激派のトップ。宇宙開拓民や先祖の復讐のために、白色矮星を弾にするマイクロブラックホール弾で地球を消滅させようとしている。展開によっては愉快な言動をみせる。
連合エースパイロット
声：内野一
名も無き強化人間の男性。ステルスローダーでフランに重傷を負わせた。

### 惑星連合 穏健派
ブレッド・ツァーリ
声：古賀寛之
惑星連合軍の元帥で、穏健派トップ。かつては惑星連合評議会の議長を務めていたが、過激派によって拉致監禁されている。
連合強化人間
声：幡宮かのこ
地球軍で研究・生産された女性の強化人間。みな同じ顔をしていて、命令を従順にこなす。彼女達が入ったカプセルは惑星連合穏健派に強奪されて、フランのコマンドコトロール下に入った。

### その他
シャーリー・マクラクラン
声：幡宮かのこ
放送局ENNのニュースキャスター。

## パワーローダー

### 地球軍
ブルーブラスター
インフィニティアを基に開発されたテスト機体。3機製造されている。背部の4基のブラスターレーザーを併用した大出力レーザーFtF『プロミネンスブラスター』のほか、数機の遠隔操作無人兵器APPを搭載している。かなりの新技術が投入された結果、従来の操作系とはかなり違ったものになってしまった。
ブルーブラスター190
ブルーブラスターの実戦データを元に作られた実験機。背部の6基のブラスターレーザーを併用した大出力レーザーFtF『ワンナインオーブラスター』を搭載している。
インプレグナー
ナックルガードとフィールドジェネレーターによる防御シールドを装備した白兵戦用の機体。重装甲ながら高い機動性を持つ。マキのインプレグナーは、試験用の特殊なFtF『インプレオーバーヒート』を搭載している。これは、フィールドを攻撃に転用したものであるが、使用後しばらく動けなくなり、ジェネレーターがオーバーロードを起こす危険性がある。
エンプリエスター
インプレグナーの後継機。新型ジェネレーターと高硬度な素材を導入することによって大幅な性能アップを実現した。腕には白兵戦用のパイルバンカーを装備している。搭載しているFtF『エンプリバーニングヒート』は、『インプレオーバーヒート』と同様にフィールドで周囲の敵にダメージを与えると共に敵弾を防ぐが、新型ジェネレーターのおかげで機体停止やオーバーロードの危険性が改善されている。
エクスペダイト
戦地での索敵・電子戦に特化した機体。ECMで敵の放った誘導兵器及び敵索敵範囲を妨害し、またECCMを射出して敵のECMを無効化する。
アプレイザ
ディリジェントを基に開発された。電子戦・工作戦の装備を詰め込みすぎたために操作性がかなり悪化した。味方機の修理もできる。周囲の敵機に一時的な電磁障害を起こさせるFtF『スパイダー』を搭載している。
アプレイザ・ネオ
アプレイザの第190広報部隊専用カスタム機。電子戦・工作戦の装備が更に大型化している。『スパイダー』の出力を上げて、範囲が広がり敵機に損害も与えるようにしたFtF『ネオスパイダー』を搭載している。
センチュリオンmk3
性能の低い旧型機体。以前は主流機体であり、単にセンチュリオンとも呼ばれる。
センチュリオンmk4
センチュリオンmk3の改良型。ソフトウェア・操作性の強化が主であり、ハード的にはあまり変わりがない。
センチュリオンHMT
センチュリオンmk3の高機動試作機。肩部に姿勢制御ユニットを搭載しているために、肩部兵器を搭載できず火力は高くない。ただしソフィー機は大型のレーザーランチャーを装備しているのでその限りではない。ジェットホバーによって地形を選ばず高速移動できる。
ラム＝ブリンザス
支援砲撃機。前作に登場したアルバレストとはコンセプトが違う。強力な火力と装甲を持つが、反比例して機動性が犠牲になっている。
ディリジェント
罠の設置・発見、味方機の修理、固定砲台の設置などに特化した工兵型の機体。火力や装甲に乏しい。
ファンタズマ
影すら消すほどの高性能なステルス機能を有する機体。この機能のために火力や装甲が犠牲になっている。

### 惑星連合軍
連合のステルスローダー
高性能の光学迷彩に加えて高い戦闘能力を持つ。惑星連合製ではなく、地球軍によって製造され連合の過激派に供与された機体。APPも搭載されている。
グングニール
惑星連合が強化人間用に開発した白兵戦用機体。索敵能力も高くECMも搭載。腕にはハサミ状の爪を装備している。FtF『ナイトメアインディケート』（ナイトメアインディケーションとも）は赤熱して周囲の敵機に損害を与え、また白兵攻撃の威力も上がる。
エリュトロン・アジーン
ブルーブラスターに匹敵する高い能力を持つ惑星連合の機体。フィールドによるシールド機能を搭載しており、また機動性がかなり高い。
ブリージンガメン
惑星連合の新型の支援型ローダー。ディリジェントと同様の工作機能のほかに、エネルギー兵器主体の高い遠距離火力を持つ。
フレズヴェルグ
拠点防衛用の超弩級大型ローダー。重量の問題で通常の惑星重量下では運用できず、衛星などの低重力下で使用される。APPとFtF『ラグナロク』を搭載。

## スタッフ
- 工画堂スタジオいるかさんちーむ：制作
- あべかずひろ(阿部和広)：プロデューサー
- 上松章：ディレクター
- 宮澤剛：ディレクター、企画・シナリオ構成
- 羽音たらく （スタジオオルフェ）：メインキャラクターデザイン
- 玉里栄二：サブキャラクターデザイン、作画監督
- 小笠原智史：メカニックデザイン
- 獅子猿：メカニックデザイン
- 有限会社コーデックス：シナリオ
- 花形豪：シナリオ補佐、スクリプト
- ヨナオケイシ：音楽

### 主題歌
- オープニング「LOVE★Drivin'」

作詞：ぐっぴぃ、作曲：志倉千代丸、編曲：景家淳／歌：Baby POP

## ブルーブラスター ファンディスク ～クロウディア奪還作戦～
ブルーブラスター ファンディスク ～クロウディア奪還作戦～（ - だっかんさくせん）は、2006年12月22日に工画堂スタジオ・いるかさんちーむから発売された『ブルーブラスター』のファンディスク。
前作『ブルーフロウ』のファンディスクと同様に、追加ミッションの『プルーブラスターEXTRA』、サウンドドラマ、デスクトップアクセサリー、アートワークコレクション、などで構成される。

## 関連CD
- Blue Blaster PERFECT AUDIOTRACKS（VGCD-38 2006年8月4日発売）
- BLUE BLASTER SOUND FIELD PACK（KGMC008 2006年8月11日発売）

## 評価
ライターのGuevaristaは4Gamer.netに寄せた記事の中で、主人公がいきなり女装させられるという設定の割にはドタバタ要素が薄く、ラブコメというよりはストーリー重視のアニメに近かったと述べている。その一方、メイン画面の表示範囲が狭いため、敵との間合いや味方の位置の調整が少しやりにくく、試行錯誤を重ねて勝利を得るというリアルタイムストラテジーの楽しみが薄かったと指摘している。